# سونگ‌کول تو
سونگ‌کول تو (به لاتین: Songköl Too) یک رشته‌کوه و کوه در قرقیزستان است که در استان نارین واقع شده‌است. سونگ‌کول تو ۳٬۸۵۶ متر بالاتر از سطح دریا واقع شده‌است.